# Desengany
Desengany (títol original, Dodsworth) és una pel·lícula produïda per Samuel Goldwyn, dirigida per William Wyler i protagonitzada per Walter Huston, Ruth Chatterton, Paul Lukas i Mary Astor. La pel·lícula va guanyar l'Oscar al millor disseny de producció (Richard Day) en la novena edició dels Oscars i a més fou nominada en sis categories més. Basada en la novel·la homònima de Sinclair Lewis adaptada per Sidney Howard, es va estrenar el 18 de setembre del 1936 obtenint uns beneficis entorn el milió de dòlars. Està doblada al català.

## Argument
Sam Dodsworth afronta la venda de la seva exitosa fàbrica de cotxes amb tristesa i expectació. Després d'anys de treball dur, ell i la Fran, la seva dona planegen fer un llarg viatge per Europa. Fran es considera massa jove i vibrant per allotjar-se en una petita ciutat com Zenith amb amics comuns com Matey i Cubby Pearson, i està molt interessada en escalar socialment mentre que Sam és realista i gaudeix de la vida senzilla. Deixant la seva filla casada Emily, naveguen cap a Europa en un vaixell de luxe on Fran coqueteja amb el capità Locket. Sam pensa que és degut a l'excitació pel canvi i es preocupa, tot i que no li agraden els nous amics europeus que fa Fran.
Més tard ella comença una aventura amb Arnold Iselin, i Sam marxa cap a casa amb l'esperança que aviat recuperi la raó. La seva aventura amb Iselin fracassa i ella decideix tornar amb Sam, però amb la condició que es quedin a Europa. La parella es distancia sobretot després que amb el naixement del nadó d'Emily augmenti la por de Fran a envellir. Ella comença una altra aventura a Viena amb Kurt von Obersdorf, un noble jove però empobrit. Fran demana el divorci a Sam i ell decideix viatjar sol per Europa.
A Nàpols Sam retoba Edith Cortwright, una divorciada amable i atractiva que havia conegut durant el viatge a Europa. Edith convida Sam a dinar a la seva vil·la i en veure’l tan infeliç el convida a quedar-se. Mentrestant, la mare de Kurt es nega a donar-li permís per casar-se amb Fran ja que és una dona gran. Deprimida, Fran demana a Sam que torni just quan ell demana a Edith que es casi amb ell. Torna amb Fran però just quan estan a punt d'embarcar cap a Amèrica, els comentaris maliciosos d’ella sobre el seu amic Matty fan que s'adoni que ja no l'estima i l’abandona per retrobar-se amb Edith.

## Repartiment
- Walter Huston (Sam Dodsworth)
- Ruth Chatterton (Fran Dodsworth)
- Paul Lukas (Arnold Iselin)
- Mary Astor (Edith Cortright)
- David Niven (capità Lockert)
- Gregory Gaye (Kurt Von Obersdorf)
- Maria Ouspenskaya (baronessa Von Obersdorf)
- Odette Myrtil (Renée De Penable)
- Spring Byington (Matey Pearson)
- Harlan Briggs (Tubby Pearson)
- Kathryn Marlowe (Emily)
- John Payne (Harry)
- Beatrice Maude (Mary, la criada)
- Gino Corrado (oficinista d’American Express)
- William Wyler (violinista)

## Premis i nominacions

### Premis[2]
- Oscar a la millor direcció artística (Richard Day)

### Nominacions[2]
- Oscar a la millor pel·lícula (Samuel Goldwyn, Merritt Hulburd)
- Oscar al millor director (William Wyler)
- Oscar al millor guió (Sidney Howard)
- Oscar al millor actor (Walter Huston)
- Oscar a la millor actriu secundària (Maria Ouspenskaya)
- Oscar al millor so (Oscar Lagerstrom)

El 1990 el National Film Registry de la Biblioteca del Congrés dels Estats Units la va seleccionar per a la seva preservació a causa del seu interès cultural, històric o estètic.